# Anthony Seldon
Anthony Seldon (ur. 2 sierpnia 1953 w Londynie) – angielski historyk polityczny, ekonomista, pedagog, pisarz; autor biografii brytyjskich polityków i kilkudziesięciu innych książek, współzałożyciel i pierwszy dyrektor Centre for Contemporary British History (Institute of Historical Research), komentator bieżących wydarzeń politycznych i doradca historyczny 10 Downing Street, inicjator międzynarodowego stowarzyszenia G20 Schools, zaangażowany w reorganizację wielu brytyjskich szkół średnich i wyższych, m.in. Brighton College, Wellington College (Berkshire), University of Buckingham; współzałożyciel Action for Happiness i przewodniczący International Positive Education Network (IPEN), gubernator Royal Shakespeare Company, członek Royal Historical Society (FRHistS) i Royal Society of Arts (FRSA), Fellowship of King's College (FKC), wyróżniony tytułem Knight Bachelor.

## Dzieciństwo i młodość
Ojciec Anthony’ego Seldona, Arthur Seldon (1916–2005), był najmłodszym synem żydowskich uciekinierów z Rosji, którzy zmarli w czasie pandemii hiszpańskiej grypy w 1919 roku, gdy A. Seldon-senior miał trzy lata. Dorastał we wschodnim Londynie w ubogiej rodzinie adopcyjnej. Przeżycia wczesnego dzieciństwa pozostawiły ślady w jego psychice (brak pewności siebie, jąkanie, zob. zaburzenia nerwicowe), jednak zdobył wykształcenie w London School of Economics, a w 1955 roku wspólnie z Ralphem Harrisem z High Cross (późniejszym Lordem) założył Institute of Economic Affairs, w którym odegrał istotną rolę.
Matka Anthony’ego Seldona, Marjorie Seldon (1919–2014), wytrwale zabiegała o emocjonalny spokój w domu i o umocnienie pewności siebie męża, wspierała go też w czasie podróży służbowych (m.in. na spotkania Stowarzyszenia Mont Pelerin), jednak zdaniem Anthony’ego Seldona na atmosferę rodzinnego domu mogły rzutować jej niepokoje – np. pamięć trudnej przeszłości.
Gdy Anthony Seldon (ur. 1953) dorastał na przedmieściach Londynu, jego rodzina była już zaliczana do klasy średniej. Uczęszczał do lokalnych szkół prywatnych (Tonbridge School). Do 14 roku życia był szczęśliwy, lecz w następnych latach stał się skłonny do depresji i podatny na lęki (np. przed snem). W wieku 18 lat próbował zażywania narkotyków. W napisanej po wielu latach książce (Beyond Happiness, 2015) otwarcie analizuje swoje zachowania. Przyznaje, że jego pierwsze 25 lat cechował „hedonizm”, prowadzący do szkodliwych nałogów (starania o maksymalizację osobistej przyjemności i minimalizację bólu).
Kwalifikacje zawodowe uzyskał w:
- Worcester College w Oksfordzie (MA w dziedzinie polityki, filozofii i ekonomii)
- London School of Economics (PhD w dziedzinie ekonomii)
- Polytechnic of Central London (MBA)
- King’s College London, przygotowanie pedagogiczne (nagroda top PGCE)[c]

## Praca zawodowa
Po ukończeniu studiów Anthony Seldon zamierzał zostać pisarzem, reżyserem teatralnym, rolnikiem lub politykiem. Został doradcą oraz autorem wnikliwych biografii polityków. Analizował również zmiany własnego samopoczucia w różnych etapach życia, formułując koncepcje szczęścia, ściśle związane z filozofią indyjską (życie w harmonii z innymi ludźmi, naturą i własnym ciałem). Wyniki tych analiz wdrażał pracując jako pedagog i organizator szkolnictwa. Są również tematem kolejnych książek. Pracował jako nauczyciel i dyrektor w:
- Whitgift School[21], kierownik programu polityka (1983–1989)
- Tonbridge School[22], kierownik programu historia i studia ogólne (1989–1993)
- St Dunstan's College (Londyn)[23], zastępca dyrektora, później p.o. dyrektora  (1993–1997)
- Brighton College[24], dyrektor (1997–2006)
- Wellington College[19], Berkshire (2006–2015)
- University of Buckingham[25] (od 2015)

W Brighton zajmował się nauczaniem i przekształceniami szkoły. W tym czasie napisał i wydał 12 książek, w tym biografię Tony’ego Blaira. Przejście do Wellington College miało związek z pilną potrzebą reorganizacji tej szkoły (zdarzały się w niej m.in. głośne afery narkotykowe) i wysoką oceną poziomu edukacji, osiągniętego w poprzednich latach w Brighton.
W czasie wywiadu, udzielonego przed objęciem nowego stanowiska, powiedział m.in. że „uwielbia uczyć”, w przeciwieństwie do pełnienia nudnych rutynowych obowiązków dyrektora. Mimo to podjął się zadania, uznając za swój cel uczynienie „Wellington” świetną, bardzo ekscytującą szkołą, która wniesie wkład w rozwój Wielkiej Brytanii. Za potrzebne uznał szybkie wprowadzenie koedukacji. Podkreślał też, że sukces szkoły zależy od nauczycieli, od których oczekuje pasji, entuzjazmu, energii, wiary i miłości. Po sześciu latach pozycja Wellington College na listach rankingowych była wyższa o 193 miejsca.
W 2006 roku A. Seldon współtworzył stowarzyszenie G20 Schools, zrzeszające rosnącą liczbę społecznych (niezależnych) szkół średnich z różnych krajów świata, których dyrektorzy dzielą się swoimi doświadczeniami w czasie corocznych konferencji. Uruchomił też w Wellington pierwszy w Wielkiej Brytanii ogólnodostępny kurs Wellbeing (zob. dobrostan subiektywny, dobrostan psychiczny), zgodny z propozycjami Martina Seligmana, twórcy pojęć wyuczona bezradność i psychologia pozytywna. Wprowadził też w kierowanych przez siebie szkołach program rozwijania „uważności” (zob. medytacja mindfulness, gestalt) dla uczniów i pracowników. Uważa, że współczesnym ludziom brakuje czasu na refleksję, której w tradycyjnym społeczeństwie oddawali się w miejscach kultu religijnego, że dzieciom potrzebne są chwile wytchnienia od szkolnych obowiązków i mediów społecznościowych (np. codzienne dwuminutowe "sesje bezruchu" w programie zajęć szkolnych).
Anthony Seldon przekonuje, że mało zindywidualizowany i opresyjny system edukacji niekorzystnie wpływa na psychikę uczniów, obniżając ich wiarę we własne możliwości, prowadząc do depresji, samobójstw, narkomanii itp. Kurs Wellbeing doprowadził do zmiany stosunku uczniów do szkoły i do wyraźnej poprawy wyników nauczania. Dostrzeżenie korzyści sprawiło, że analogiczne zajęcia zaczęto prowadzić w innych szkołach. 
Po kilku latach A. Seldon współorganizował inny znany ruch o światowym zasięgu, nazwany Action for Happiness, wspierany przez Dalajlamę (AfH, akcja dla szczęścia ludzi – dzieci, młodzieży akademickiej i dorosłych). Ruch wywodzi się od Arystotelesa, Thomasa Jeffersona i wielu innych myślicieli (Joseph E. Stiglitz, Amartya Sen i in.), którzy dążenie do szczęścia uważali za najważniejszą motywację ludzkich przedsięwzięć. Szczęście ludzi jest uznawane za lepszy miernik postępu, niż takie mierniki liczbowe, jak dochód narodowy, wskaźniki wzrostu PKB (np. porównania PKB per capita) lub różne wskaźniki jakości życia. Anthony Seldon krytykuje stosowanie liczbowych mierników osiągnięć ucznia lub poziomu szkół (wysokość ocen z egzaminów, liczba absolwentów, którzy zdobywają miejsca na renomowanych uczelniach i in.). Uważa stosowanie takich mierników za przyczynę zjawiska określanego jako „wielkie oszustwo uniwersyteckie”, prowadzącego do obniżania rzeczywistej wartości brytyjskich dyplomów. Zabiega o reorganizację systemu szkolnictwa w Wielkiej Brytanii w takim kierunku, aby równocześnie była zachowana niezależność szkół i ich powszechna dostępność (ang. independent schools). W 2007 roku utworzono w Ludgershall (Wiltshire) jedną z pierwszych brytyjskich szkół nazwanych „akademiami” – Wellington College Academy. Szkoła powstała w Ludgershall przez reorganizację Ludgershall Castle School. Jest współfinansowana przez Wellington College m.in. dzięki prywatnej darowiznie byłego ucznia (2 mln funtów). Anthony Seldon jest zwolennikiem programu tworzenia „akademii”. Uważa, że pozwolą one zakończyć „edukacyjny apartheid ”, zlikwidować historyczne i ideologiczne różnice między szkołami niezależnymi i państwowymi.
W tworzącej się stopniowo sieci akademii finansowanych przez państwo wprowadzono lekcje psychologii pozytywnej dla wszystkich uczniów według programu opracowanego przez Richarda Layarda (m.in. współwydawcę World Happiness Report). W październiku 2012 roku kierownictwo programu objął James O'Shaughnessy, który w 2014 roku współtworzył – wraz z Martinem Seligmanem – międzynarodową sieć International Positive Education Network (A. Seldon został prezesem IPEN). Sieć tworzą rodzice, nauczyciele i uczniowie szkół średnich, studenci szkół wyższych, członkowie organizacji charytatywnych, firm i jednostek administracji. Celem działalności jest promowanie metod pozytywnej edukacji, wspieranie współpracy ułatwiającej zmiany praktyk edukacyjnych oraz doprowadzenie do reformy polityki rządu.
Po odejściu na emeryturę z Wellington College (2015) A. Seldon został wicekanclerzem University of Buckingham, pierwszego w Wielkiej Brytanii uniwersytetu prywatnego, wspieranego przez Margaret Thatcher, jedynego z Królewską Kartą (Royal charter).
Na emeryturze nadal pisze książki, prowadzi działalność publicystyczną, bierze udział w debatach na temat edukacji, polityki i gospodarki oraz w akcjach społecznych; większość obszarów działalności jest powiązana z problemami szczęścia i edukacji. W 2015 roku ukazała się książka zatytułowana Beyond Happiness: The trap of happiness and how to find deeper meaning and joy, w której Seldon zaprezentował nową propozycję rozwoju psychiki człowieka, zmienioną w stosunku do koncepcji psychologii pozytywnej Martina Seligmana. Zaproponował wyróżnienie ośmiu stopni na drodze człowieka do satysfakcjonującego życia (kolejne 5 kroków na osobistej ścieżce życia po wyjściu poza przyjemność, szczęście i radość). Przykładem wyjścia poza szczęście był np. sposób przeżywania cierpienia autora w okresie ciężkiej nieuleczalnej choroby żony, zachowanie spokoju dzięki akceptacji sytuacji (cytat: „… więcej poddań i więcej akceptacji, mniej ego”).
W kolejnych latach analizował zagrożenia, jakie dla edukacji może nieść szybki rozwój sztucznej inteligencji (prawdopodobieństwo wyzwolenia ludzkiej inteligencji lub infantylizacja ludzkości).

## Publikacje
Anthony Seldon jest autorem, wpółautorem lub redaktorem książek (wybór):

- Churchill’s Indian Summer: The Conservative Government, 1951–1955 (Hodder & Stoughton, 1981)
- By Word of Mouth: Elite Oral History (współautostwo, Methuen, 1983)
- Ruling Performance: Governments since 1945 (współautostwo, Blackwell, 1987)
- Political Parties Since 1945 (Philip Allan, 1988)
- The Thatcher Effect (współautostwo, Oxford Paperbacks, 1989)
- Politics UK (współautostwo, Philip Allan, 1991)
- Conservative Century (współautostwo, Oxford University Press, 1994)
- The Major Effect (współautostwo, Macmillan, 1994)
- The Heath Government 1970–1974 (współautostwo, Routledge, 1996)
- The Contemporary History Handbook (współautostwo, Manchester University Press, 1996)
- The Ideas that Shaped Post-war Britain (współautostwo, Fontana Press, 1996)
- How Tory Governments Fall (Fontana, 1997)
- Major: A Political Life (Weidenfeld and Nicolson, 1997)
- 10 Downing Street: An Illustrated History (HarperCollins Illustrated, 1999)
- The Powers Behind the Prime Minister (współautostwo, HarperCollins, 1999)
- Britain under Thatcher (współautostwo, Routledge, 2000)
- The Foreign Office: An Illustrated History (HarperCollins Illustrated, 2000)
- A New Conservative Century (współautostwo, Centre for Policy Studies, 2001)
- The Blair Effect 1997–2001 (ed. Little, Brown, 2001)
- Public and Private Education: The Divide Must End (Social Market Foundation, 2001)
- Partnership not Paternalism (Institute for Public Policy Research, 2002)
- Brave New City: Brighton & Hove, Past, Present, Future (Pomegranate Press, 2002)
- The Conservative Party: An Illustrated History (współautostwo, Sutton Press, 2004)
- New Labour, Old Labour: The Labour Government, 1974–79 (współautostwo, Routledge, 2004)
- Blair: The Biography, Vol I (Free Press, 2004)
- The Blair Effect 2001–05 (współautostwo, Cambridge University Press, 2005)
- Recovering Power: The Conservatives in Opposition since 1867 (współautostwo, Palgrave Macmillan, 2005)
- Blair Unbound:  The Biography, Vol II (współautostwo, Simon & Schuster, 2007)
- Blair’s Britain 1997–2007 (Cambridge University Press, 2007)
- Trust: How We Lost it and How to Get It Back (Biteback Publishing, 2009)
- An End to Factory Schools (Centre for Policy Studies, 2009)
- Why Schools, Why Universities? (Cass, 2010)
- Brown at 10 (współautostwo, Biteback Publishing, 2011)
- Public Schools and the Great War (współautostwo, Pen & Sword Military, 2013)
- Schools United (Social Market Foundation, 2014)
- The Architecture of Diplomacy: The British Ambassador's Residence in Washington (współautostwo, Flammarion, 2014)
- Beyond Happiness: The Trap of Happiness and How to Find Deeper Meaning and Joy[50] (Yellow Kite, 2015)
- The Coalition Effect, 2010–2015 (współautostwo, Cambridge University Press, 2015)
- Cameron at 10 (współautostwo,  William Collins, 2015), Cameron at 10: The Verdict (William Collins, 2016)
- The Cabinet Office 1916–2016 – The Birth of Modern British Government (współautostwo, BiteBack Publishing, 2016)
- The Fourth Education Revolution: Will Artificial Intelligence liberate or infantilise humanity?[51] (Legend Press Ltd, 2018)

## Życie rodzinne
Anthony Seldon (ur. 1953) jest najmłodszym z trzech synów Arthura i Marjorie Seldon. Ożenił się w 1976 roku z Joanną Pappworth (ur. 1954), córką kontrowersyjnego lekarza (Maurice Pappworth zainteresowany etyką medyczną, m.in. eksperymentami na ludziach) wyróżniającą się absolwentką Oxfordu, innowacyjną nauczycielką, poetką i pisarką, po ślubie współautorką lub edytorką części publikacji męża (m.in. By Word of Mouth). W Wellington była nauczycielką języka angielskiego. Małżeństwo miało troje dzieci (Jessica, Susannah i Adam). W 2011 roku zdiagnozowano u Joanny Seldon nieuleczlany nowotwór. W latach 2011–1016 rodzina wspólnie przeżywała walkę z chorobą. Anthony Seldon, któremu żona wielokrotnie udzielała potrzebnego wsparcia psychicznego, dostosował zawodowe plany do potrzeb chorej. Ułatwił jej m.in. zrealizowanie życiowego celu, jakim było upamiętnienie sylwetki jej ukochanego ojca. Razem odwiedzili Warszawę i Łomżę, w której mieszkał Maurice Pappworth, oraz Treblinkę, gdzie zginęła część rodziny. Książka Joanny Seldon została ukończona 10 dni jej śmiercią 6 grudnia 2016 roku. Została opublikowana w 2017 roku pt. The Whistle-Blower: The Life of Maurice Pappworth: the Story of One Man's Battle Against the Medical Establishment. W tymże roku ukazał się zbiór wierszy Joanny Seldon pod tytułem The Bright White Tree (o terminach obu publikacji autorka dowiedziała się jesienią 2016 roku, w czasie swojej wizyty w ukochanej Francji).